# Système éducatif au Kirghizistan
Le système éducatif kirghiz est obligatoire de 6 à 15 ans, soit durant 9 années. Après quatre années d'école élémentaire et cinq années d'enseignement secondaire, l'équivalent du collège, le système propose deux années dans l'équivalent d'un lycée, ou d'une école secondaire spécialisée ou d'une formation professionnelle ou technique.
Le ministère de l'Éducation et des Sciences est chargé de l'éducation au Kirghizistan. Des restrictions budgétaires qui ont réduit les salaires des professeurs et la disponibilité des équipements s'est répercutée de façon disproportionnée en réduisant le nombre d'écolières et d'étudiantes.
En 2008, 3,7 % du produit intérieur brut a été dépensé dans l'éducation. En 2001, environ 89 % de la tranche d'âge correspondante était inscrite dans le programme obligatoire, mais ce chiffre a diminué dans les années qui suivirent,. En 2004, le taux d'alphabétisation du pays était de 98,7 %.

## Structure et organisation

### École maternelle et école élémentaire

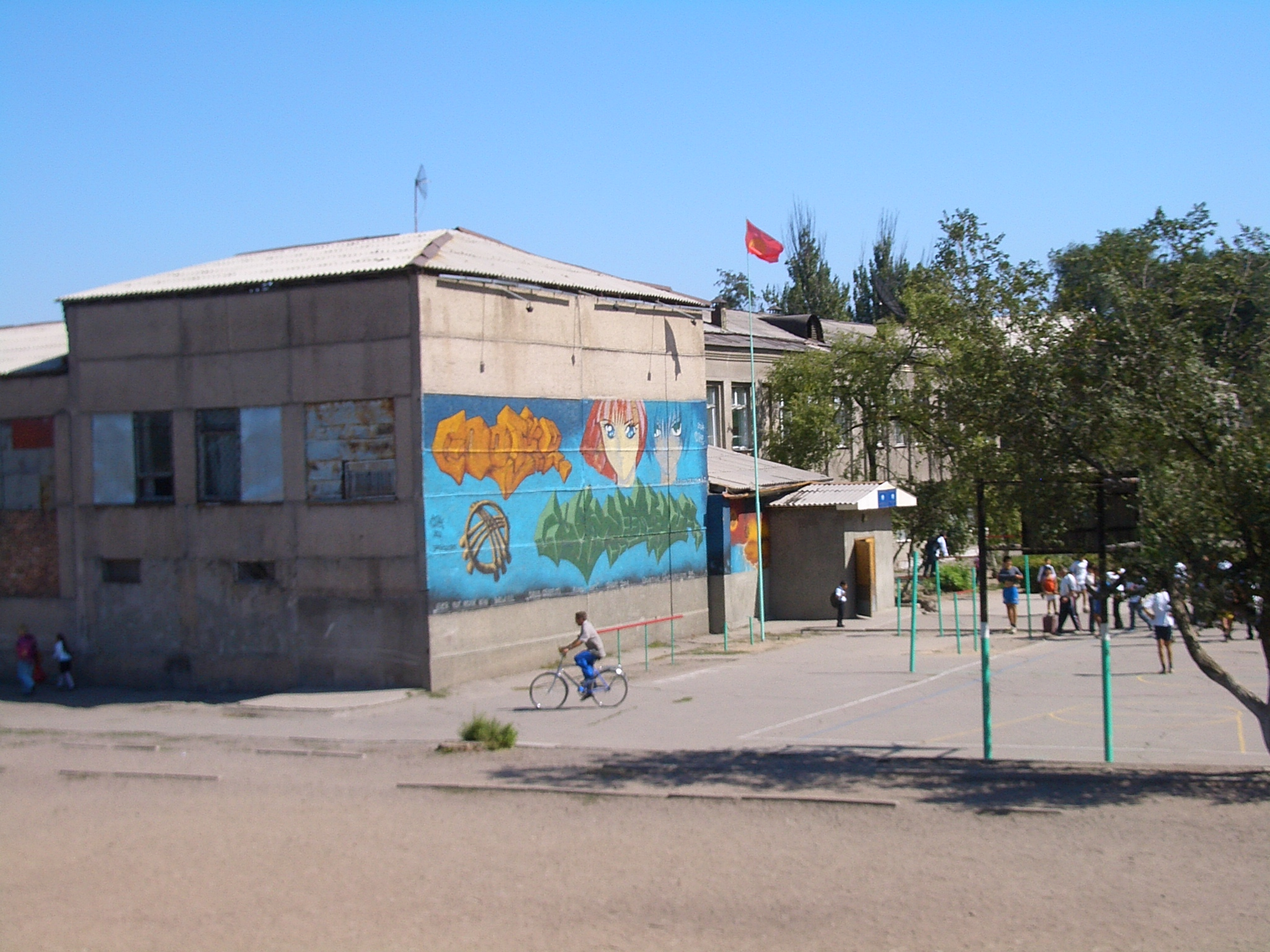
Une école publique à Bishkek.

L'école maternelle concerne les enfants de 3 à 6 ou 7 ans et n'est pas obligatoire. Son accès est limité ; le taux d'inscription était de 10 % en 2005.
L'école primaire commence habituellement à l'âge de 6 ou 7 ans, dure quatre ans et est obligatoire. Depuis 2007, les uniformes sont obligatoire à l'école primaire. La loi a été accusée d'être une source d'abandon scolaire, en effet l'uniforme doit être acheté par les parents. La qualité de l'enseignement est parfois décrite comme étant « faible »: le Kirghizistan est classé dernier en lecture, mathématiques et en sciences par le classement PISA de 2006.

### Enseignement secondaire
L'enseignement secondaire commence avec un enseignement basique qui dure quatre ans et est obligatoire. Les élèves ont ensuite le choix entre des formations généralistes et professionnelles.
La formation généraliste est constituée d'un cursus de deux ans, qui attribue un certificat d'achèvement (attestat). Ce certificat est généralement nécessaire pour s'inscrire à l'université.
La formation professionnelle est proposée sous la forme de trois types de cours:
- un cursus de trois ans mélangeant formation professionnelle et généraliste qui prépare à l'enseignement supérieur ;
- un cursus de deux ans similaire mais qui ne prépare pas à l'enseignement supérieur ;
- un cursus de dix mois de formation professionnelle uniquement et qui est aussi ouvert aux adultes.

La formation professionnelle est dispensée dans des lycées professionnels et des instituts d'enseignement technique et professionnel.

### Enseignement supérieur

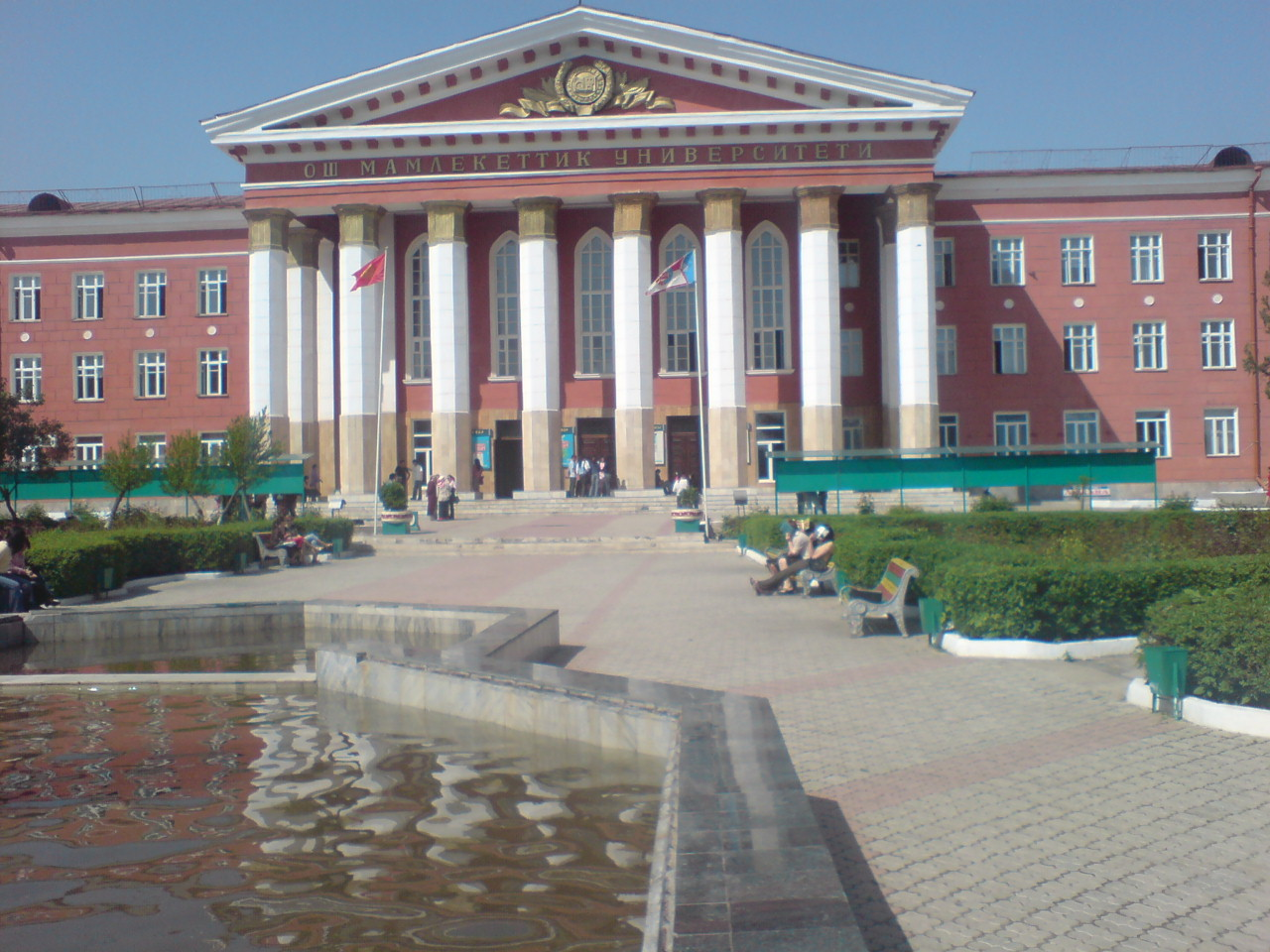
Université d'État d'Osh

L'enseignement supérieur comprend les universités comme l'Université kirghize d'économie, les académies, les établissements d'enseignement supérieur spécialisés, et les instituts. Il y a 54 établissements d'enseignement supérieur : 33 sont publics contre 21 privés. Le taux d'inscription moyen dans l'enseignement supérieur était de 12,5 % au cours de l'année 2011-2012.
Les universités délivrent des licences (bakalavr) en quatre ans, qui permettent de poursuivre en master (magistr) durant deux ans. Elles proposent aussi des diplômes spécialisés (specialist) en cinq ans  (six en médecine et en architecture). Les diplômes spécialisés et les masters ouvrent les portes du doctorat (aspirantura).
Les académies proposent les mêmes diplômes dans les domaines scientifiques. Un institut est généralement une branche spécialisé d'une université ou d'une académie.
Des critiques ont été émises sur les compétences des enseignants d'universités au Kirghizistan : si un master est théoriquement nécessaire pour enseigner à l'université, la plupart d'entre eux n'ont qu'une licence voire pas de diplôme du tout.